# 吕先景
吕先景（1998年2月2日—），中国职业自行车运动员，现效力中国华兴-铭普洲际自行车队。

## 战绩
2018年雅加达亚运会上，他获得男子山地自行车银牌（冠军为马皓）。吕先景于2019年环中国国际公路自行车赛第二阶段赛事获总成绩冠军，成为环中赛举办以来，首名夺冠的中国车手。

## 主要赛事成绩
2018年
环福州自行车赛总成绩季军
第1赛段冠军
环海南岛国际公路自行车赛总成绩第5名
爬坡王冠军
2019年
环中国自行车赛（二）  总成绩冠军
爬坡王亚军
环泉州湾国际公路自行车赛  爬坡王冠军
第3赛段冠军
亚洲公路自行车锦标赛个人公路赛亚军
2023年
环鄱阳湖国际自行车大赛  总成绩冠军
第1赛段冠军
环萨卡利亚自行车赛第3赛段冠军
2024年
西德拉古城大奖赛冠军